# 반상치

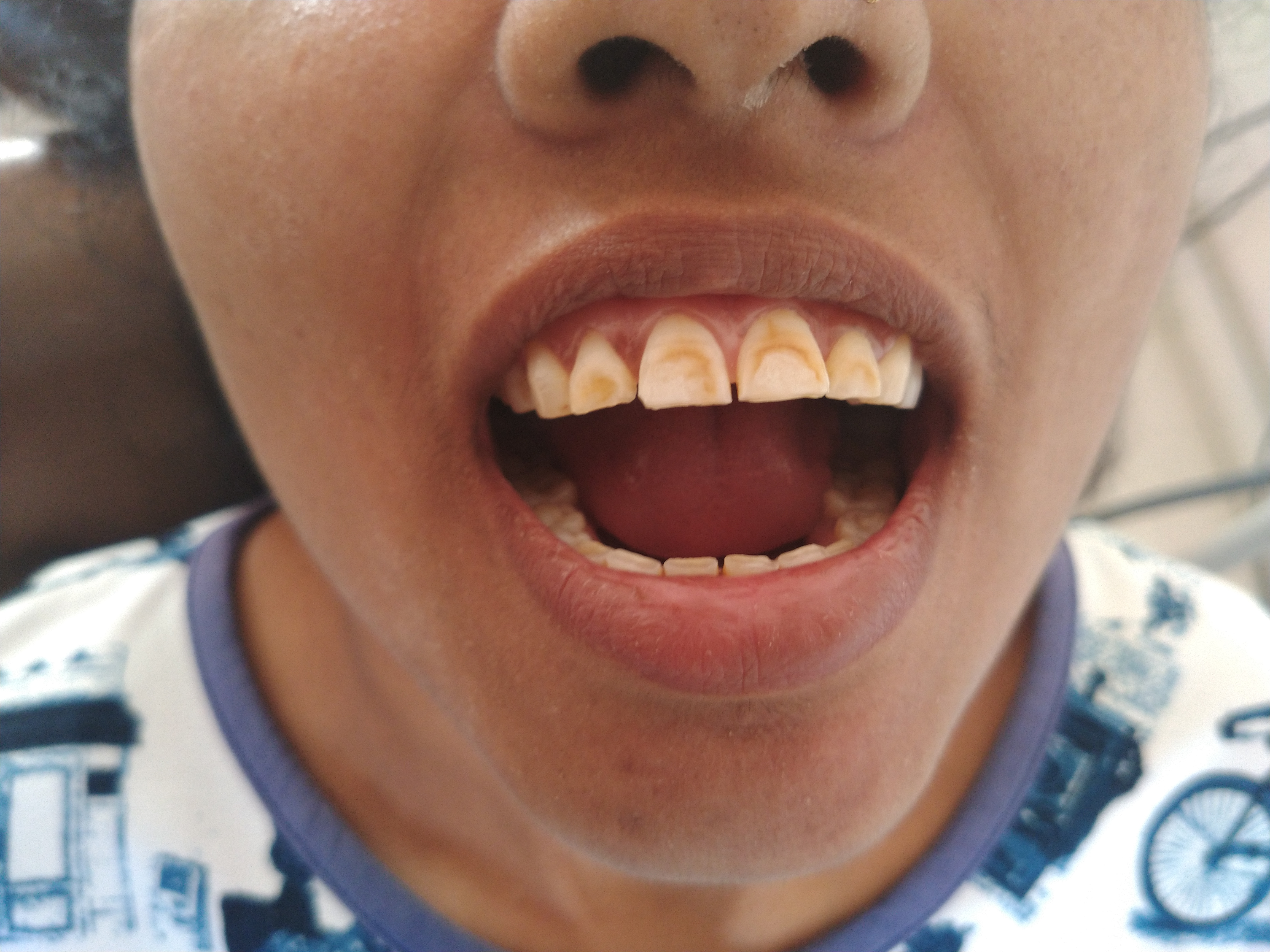

반상치(Mottled tooth) 또는 반상치아, 반점치, 치아불소증(Dental fluorosis)은 불소에 의해 치아표면에 백색이나 갈색의 반점을 가지고 있는 치아를 말한다.
법랑질 형성부전, 상아질 형성부전의 일종으로 치아 표면에 백색 반점이나 갈색 색소가 침착되어 미용을 해치는 결과를 초래한다.
치아형성기에 불소가 과량으로 함유되어있는 식음수를 식음할 경우에 법랑모세포에 영향을 주어 법랑기질이 부족하게 형성되고, 석회화 과정에서도 불량한 결과를 보인다.  식음수에 불소 함량이 높을 수록 반점의 정도가 심해진다.  반면, 불소에 의한 반점치는 정도에 관계없이 치아우식에 저항성이 강하다.